# Casimir Cheuvreux
Casimir Cheuvreux (1797-1881) est un homme d’affaires français.

## Biographie
Jean Pierre Casimir Cheuvreux appartient à une riche famille de négociants en textile. Son père, Casimir Cheuvreux (1766-1846) fonde la maison de commerce "Cheuvreux-Aubertot", dont le magasin est situé au coin du boulevard et de la rue Poissonnière. Son oncle, Bouruet, est à la tête du magasin "Au gagne petit".
Casimir est lui-même propriétaire à Paris du magasin de nouveautés « Au Petit Saint-Antoine » situé 33 rue du Faubourg-Poissonnière.
Beau-frère de l'économiste Horace Say, et hostile au Second Empire, il apporte un soutien déterminant à son neveu Léon Say, au début de sa carrière politique. Grâce à l'influence des Cheuvreux, Léon Say est ainsi élu conseiller général du canton de L’Isle-Adam, en 1869.
Autour des Cheuvreux, gravite une cour d’hommes de lettres, d’artistes et de savants, dont Jean-Jacques Ampère et Alexis de Tocqueville.
Durant la crise du 16 mai 1877, Adolphe Thiers tient une conférence publique au château de Stors à L'Isle-Adam, propriété des Cheuvreux.
Une partie de la correspondance Cheuvreux est conservée à la bibliothèque de l'Institut de France (dépôt de la marquise Gustave de Montebello, petite-fille de Jean Pierre Casimir Cheuvreux).